# Franz Leopold von Nádasdy

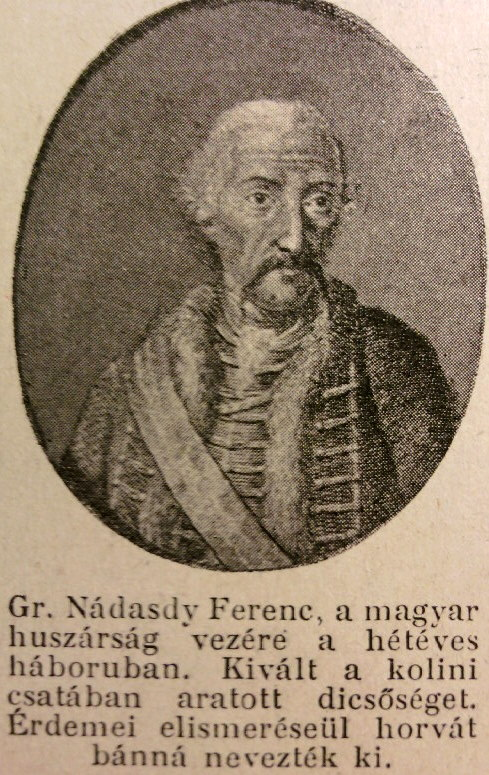
Franz Leopold von Nádasdy.

Franz Leopold (ungerska: Ferenc Lipót, kroatiska: Franjo Leopold) von Nádasdy-Fogaras, född den 30 september 1708 i Radkersburg, död den 22 mars 1783 i Karlstadt, var en österrikisk greve och fältmarskalk.
von Nádasdy gjorde sig bemärkt först under österrikiska tronföljdskriget då han 1741 erövrade staden Neuhaus i Böhmen (med anledning varav han utnämndes till generalmajor) och 1744 på ett verksamt sätt bidrog vid Karls av Lothringen övergång av Rhen. I slaget vid Soor (1745) lyckades von Nádasdy bemäktiga sig preussiske kungens krigskassa och tross. 
Efter att i Italien ha lagt nya bedrifter till de förut utförda befordrades han 1748 till general av kavalleriet och förordnades 1756 till ban av Kroatien. År 1757 bidrog han i hög grad med sina kroater och lätta slavonska trupper till Dauns seger vid Kolin. Samma år intog han Schweidnitz och täckte efter nederlaget vid Leuthen återtåget. Han återvände därefter till Kroatien och utvecklade sedermera verksamhet endast som organisatör.